# The Haçienda
The Haçienda byl noční klub v Manchesteru, aktivní v letech tzv. Madchesteru, kulturní scény přelomu osmdesátých a devadesátých let. Provozovalo jej hudební vydavatelství Factory Records ve spolupráci s kapelou New Order. Úspěch jejího tanečního hitu „Blue Monday“ klubu značně pomohl pokračovat i přes značné finanční ztráty způsobené hlavně nástupem nelegálních drog prodávaných na ulici (převážně extáze), kvůli čemuž klesl legální prodej alkoholu přímo v klubu, což je jinak hlavní zdroj financování nočních klubů.
Klub se nacházel na západní Whitworth Street v č. p. 11-13 na jižním břehu Rochdalského kanálu. Průčelí budovy, postavené z Accringtonských cihel, bylo obloukovité, postavené podél stáčející se ulice (na rohu Whitworth Street a Albion Street, nedaleko Castlefieldu). Před vznikem klubu sloužila budova jako skladiště a obchod stavitele jachet. Interiér klubu navrhl Ben Kelly. Haçienda dostala rovněž „katalogové číslo“, udělované obvykle nosičům vydaným společností Factory, a sice FAC 51. Jako název bylo zvoleno španělské slovo hacienda s přidanou cedillou pod písmenem „c“, která symbolizuje spojitost s katalogovým číslem.
K otevření klubu došlo 21. května 1982, kdy v něm vystupoval mj. komik Bernard Manning. V raných dobách zde vystupovali The Smiths a americká zpěvačka Madonna v klubu odehrála svůj vůbec první britský koncert. Dále v klubu vystupovali například kapely Einstürzende Neubauten, Happy Mondays, Oasis, The Stone Roses, 808 State a The Chemical Brothers a DJové Hewan Clarke, Mike Pickering a Greg Wilson. V červnu 1997 přišla Haçienda o licenci, načež 15. června proběhl poslední živý koncert (Spiritualized) a 28. června poslední klubová noc.
K demolici došlo v roce 2002, poté byly na místě klubu vystavěny bytové prostory. Peter Hook z kapely New Order, který mj. vlastní práva na název The Haçienda, si z podlahového dřeva nechal postavit šest baskytar.